# Heteroxenotrichula pygmaea
Heteroxenotrichula pygmaea is een buikharige uit de familie Xenotrichulidae. Het dier komt uit het geslacht Heteroxenotrichula. Heteroxenotrichula pygmaea werd in 1934 voor het eerst wetenschappelijk beschreven door Remane. 